# شبرق وردي
الشبرق الوردي (باللاتينية: Ononis rosea) نوع نباتي ينتمي إلى جنس الشبرق من الفصيلة البقولية.

## الموئل والانتشار
موطنه المغرب العربي.